# Wagnerina changi
Wagnerina changi är en loppart som beskrevs av Wu Hou-yong, Zhao Qi-fi et Li Zhen-hai 1994. Wagnerina changi ingår i släktet Wagnerina och familjen mullvadsloppor. Inga underarter finns listade i Catalogue of Life.